# Vossen
Vossen GmbH & Co. KG ist ein 1925 in Gütersloh gegründetes Textilunternehmen, das insbesondere durch Frottier-Artikel bekanntgeworden ist. Der Unternehmenssitz liegt heute in Jennersdorf, Österreich.

## Geschichte
Burghardt Vossen gründete das Unternehmen 1925 im ostwestfälischen Gütersloh zunächst mit sechs Mitarbeitern. Sein Ziel war, aus dem damaligen Luxusgewebe Frottier (Frotté) einen für jedermann erschwinglichen Gebrauchsartikel zu machen. Das Unternehmen hatte Erfolg und wuchs schnell. 1936 arbeiteten bereits 400 Mitarbeiter im Dreischichtbetrieb rund um die Uhr. 1951 erfand Vossen den Haus- und Bademantel aus Frottier.
Es folgte eine weitere Expansion mit Gründung von Zweigwerken an anderen Standorten, unter anderem in Warburg (1959), in Niedermarsberg und in Jennersdorf im österreichischen Burgenland (1968).
Am 4. September 1963 wurden weite Teile der Werksanlagen in Gütersloh durch einen Großbrand zerstört, danach aber wieder aufgebaut.
1992 erwarb das Unternehmen von der Treuhandanstalt die ehemalige VEB Frottana in Großschönau und tätigte dort, unterstützt durch Fördermittel, umfangreiche Investitionen. Geschäftsführer wurde Norbert Vossen, ein Enkel Burghardt Vossens.
Infolge der Globalisierung der Textilindustrie wurde 1996 die Produktion zugunsten des österreichischen Standortes umstrukturiert. Nach dem Konkurs 1997 wurden das ehemalige Hauptwerk in Gütersloh-Kattenstroth und die anderen Produktionsstandorte in Deutschland geschlossen. In Jennersdorf übernahm eine Investorengruppe, zu der auch das Land Burgenland gehörte, die Gebäude, Mitarbeiter, gesamte Produktion sowie alle Markenrechte. 2003 wurde die Weberei für 6,9 Millionen Euro modernisiert.
Seit 2004 ist die Linz Textil AG, einer der weltweit größten Garnhersteller, 100-prozentiger Eigentümer der Vossen GmbH.
2008 erfolgte die Erweiterung der Produktion um eine Zettelanlage, Schlichterei und einer speziellen Air-Ausrüstungstechnik nach der Air-pillow-Methode. Ebenso wurde eine neue Konfektionsanlage installiert.

## Produktion
In der Weberei und Färberei in Jennersdorf wird rund um die Uhr Frottier für Hand-, Bade-, Dusch- und Strandtücher, Saunakilts und Badteppiche hergestellt. Pro Woche werden für Walk-, Velours-, Web- und Wirkfrottier ca. 60 Tonnen Rohgarn verarbeitet, die rund 100.000 Teile ergeben. Die Bademäntel werden in der Türkei hergestellt.

## Unternehmensstruktur
Das Unternehmen unterhält ein Vertriebsbüro in Bielefeld, nahe dem Gründungsstandort Gütersloh.